# Seminario Thule
El Seminario Thule (en alemán: Thule-Seminar),  formalmente Seminario Thule de la Asociación de Investigación y Docencia para la Cultura Indoeuropea (Forschungs- und Lehrgemeinschaft für die indoeuropäische Kultur e.V.  Thule-Seminar), es un grupo ocultista, racista y völkisch parte del Groupement de recherche et d'études pour la civilisation européenne fundado en Bad Wildungen por Pierre Krebs, es notable principalmente por qué antes de su refundación, en su forma original, fue la organización que patrocinó al Partido Obrero Alemán (DAP), más tarde transformado por Adolf Hitler en el Partido Nacionalsocialista Obrero Alemán (NSDAP) y por sus varias revistas y noticiero online activo.
Tras el cierre de la Sociedad Thule original, sus ideas prevalecieron en la historia, y el Seminario Thule fue creado por Pierre Krebs en 1980 como Forschungs- und Lehrgemeinschaft für die indoeuropäische Kultur e.V. Thule-Seminar (Asociación de Investigación y Docencia para la Cultura Indoeuropea e.V. Seminario Thule), este se describe a si mismo como un grupo de estudio metapolítico fundado en Alemania en la década de 1980, fue creado para servir como sección la alemana del GRECE (Groupement de Recherche et d'Études pour la Civilisation Européenne, en Español “Grupo de Investigación y Estudio para la Civilización Europea”), la cual se trata de una organización metapolítica de origen francés, esta cuenta con un noticiero estilo blog online, así como una tienda de libros bajo su sitio web oficial. La organización ha sido objetivo de multas, redadas e investigaciones judiciales.